# Arnošt Bavorský (1554)
Arnošt Bavorský (německy Ernst von Bayern) (17. prosince 1554, Mnichov, Bavorské vévodství - 17. února 1612, Arnsberg, Kolínské kurfiřtství) byl kolínský arcibiskup. Byl také biskup münsterský, hildesheimský, freisinský a lutyšský.

## Život
Arnošt se narodil jako třetí syn bavorského vévody Albrechta V. Bavorského a Anny Habsburské. Arnošt studoval u jezuitů a v roce 1565 se stal kanovníkem v Salcburku. Brzy poté také v Kolíně, Trevíru a Würzburgu. Na podzim 1565 byl zvolen biskupem freisinským. V roce 1569 se pro neuznání tridentského koncilu kolínský arcibiskup Salentin IX z Isenburgu-Grenzau dostal do potíží s kurií a byla zvažována jeho rezignace. Na jeho místo byl svým otcem doporučen právě Arnošt. V roce 1570 se stal kanovníkem v Kolíně, což byl jeden z požadavků na místo budoucího arcibiskupa. Zde sloužil do května 1571. 
Salentinova rezignace byla v roce 1573 odložena, neboť tridentský koncil uznal. Arnošt se v tomto roce stal biskupem v Hildesheimu. Na jaře 1574 byl poslán na dočasný pobyt do Říma, kde strávil dva roky. Během této doby získal podporu papeže Řehoře XIII. Když však v roce 1577 Salentin odstoupil, Arnošt ve volbách o nového kolínského arcibiskupa neuspěl. Místo něj byl dvanácti hlasy (proti Arnoštovým desíti) zvolen Gebhard Truchsess z Waldburgu. V roce 1581 byl Arnošt zvolen biskupem lutyšským. O dva roky později (1583) arcibiskup Gebhard konvertoval k protestantům a novým kolínským arcibiskupem se tak  22. května stal Arnošt. V roce 1854 se stal biskupem münsterským. Zemřel v roce 1612 v Arnsbergu. Pohřben je v Kolínském dómu.